# Ernst Haiger

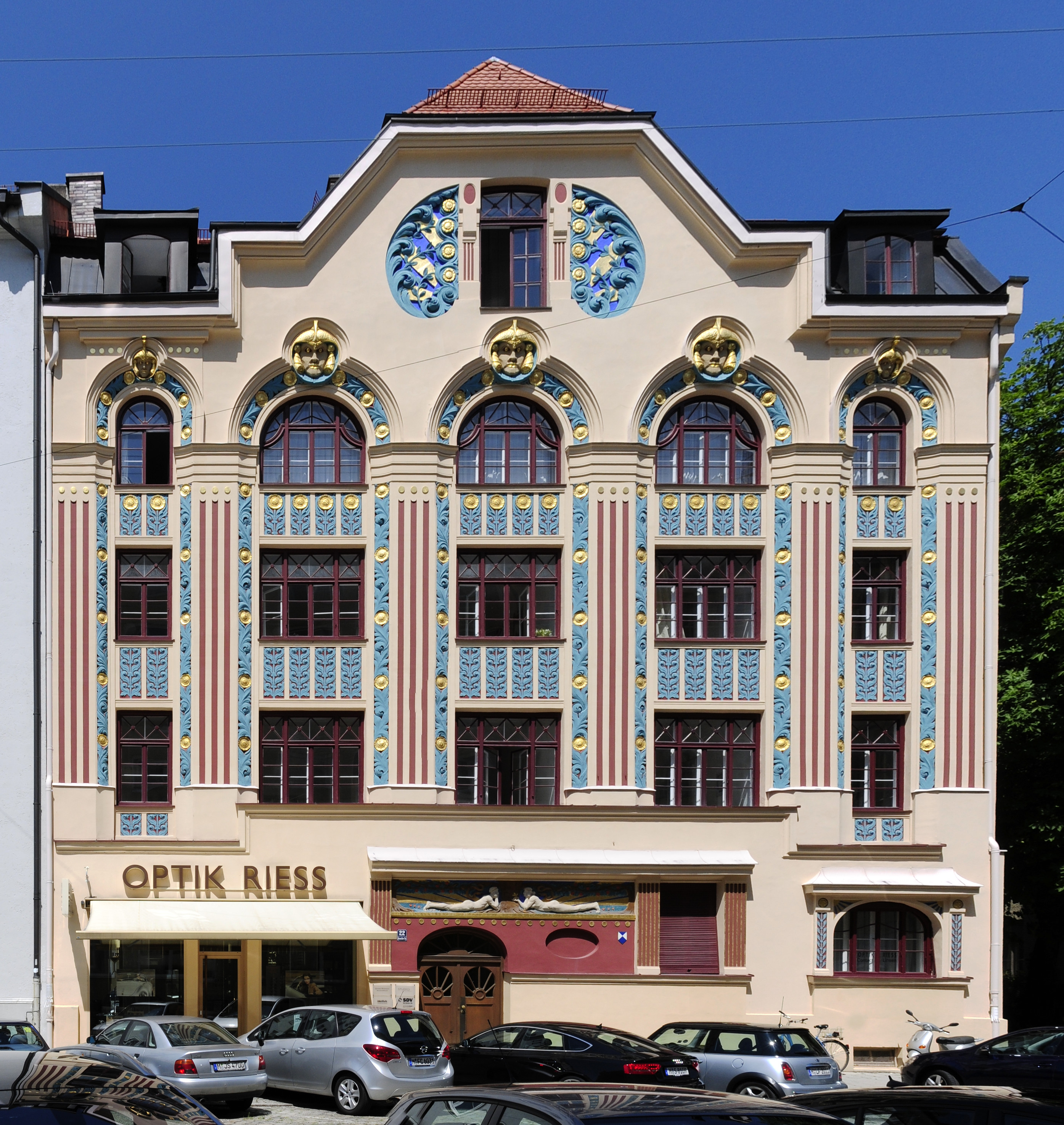
Ernst Haiger e Henry Helbig, Ainmillerstrasse 22, Monaco

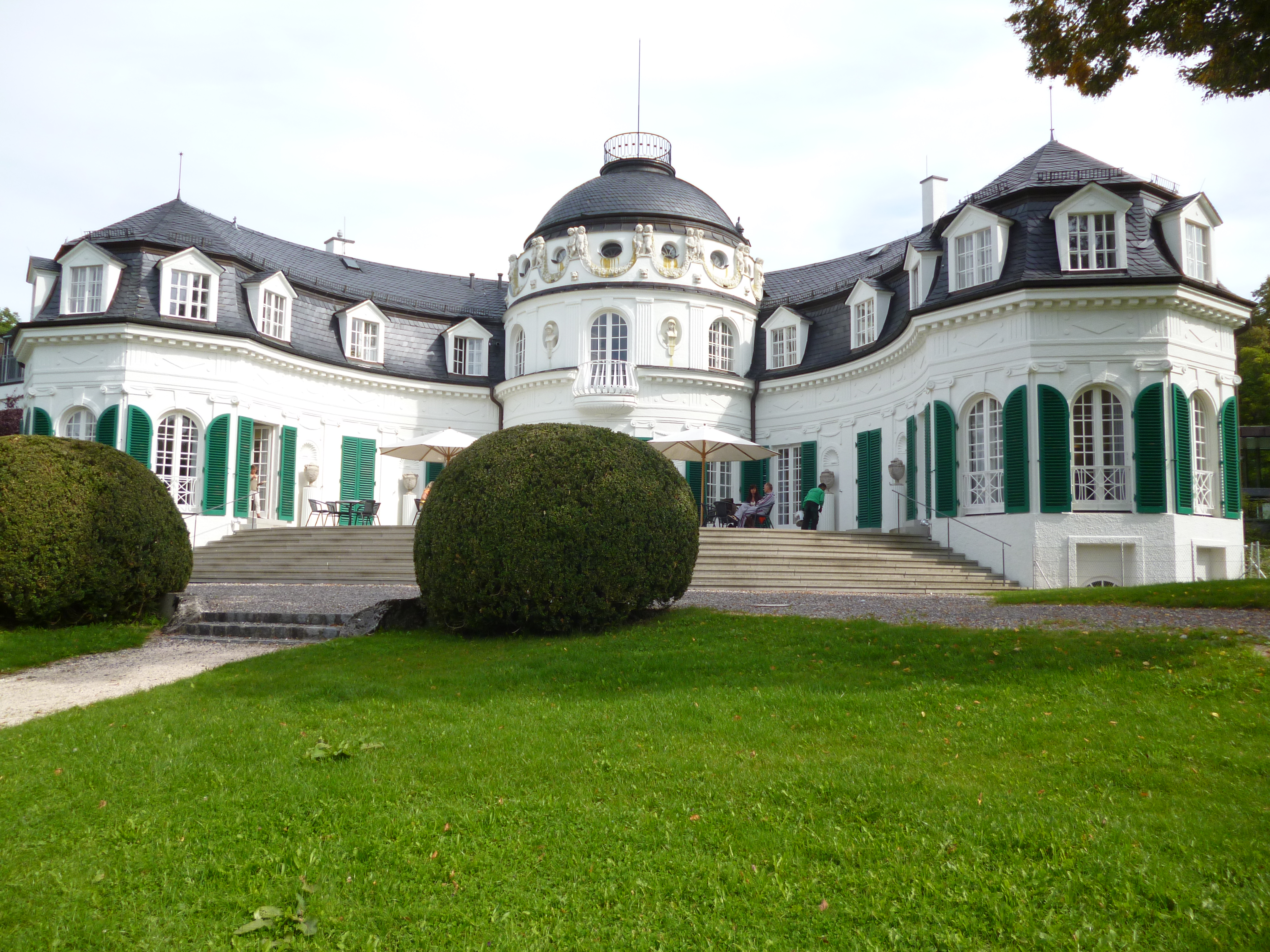
Villa de Osa a Berg a Starnberg, Münchner Str. 27

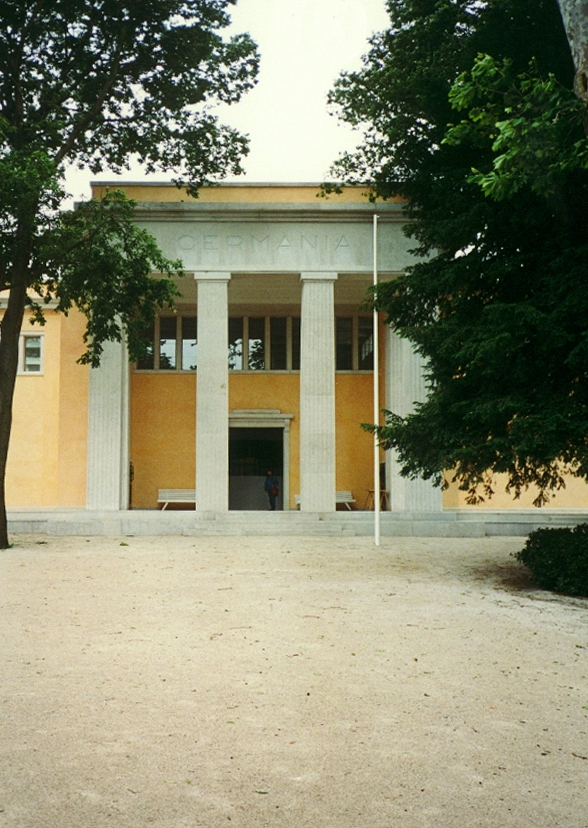
Padiglione Germania della Biennale di Venezia

Ernst Haiger (Mülheim an der Ruhr, 10 giugno 1874 – Wiesbaden, 15 marzo 1952) è stato un architetto tedesco.

## Edifici importanti
- 1899 Palazzo Ainmillerstrasse 22, a Monaco di Baviera (con Henry Helbig)
- 1899 Palazzo Roemerstrasse 11, a Monaco di Baviera (con Henry Helbig)
- 1907 Villa Schwabhof, Zedlitzstrasse 16a,  a Augusta (Germania)
- 1909 Villa Augusta de Osa, Berg (Starnberg), land della Baviera
- 1938 Modifica del padiglione Germania della Biennale di Venezia